# Bundestagswahlkreis Stade – Rotenburg I
Der Bundestagswahlkreis Stade – Rotenburg I war ein Wahlkreis für die Wahlen zum Deutschen Bundestag in Niedersachsen. Er umfasste den Landkreis Stade und vom Landkreis Rotenburg (Wümme) die Gemeinden Bremervörde und Gnarrenburg sowie die Samtgemeinden Geestequelle, Selsingen, Sittensen, Tarmstedt und Zeven.

## Geschichte
Der Wahlkreis war bei der Bundestagswahl 1949 die Nummer 11 der niedersächsischen Wahlkreise. Für die Bundestagswahlen 1953 bis 1961 hatte er die Nummer 33 und ab der Bundestagswahl 1965 die Wahlkreisnummer 25. Bei den Bundestagswahlen von 1949 bis einschließlich 1961 hieß der Wahlkreis Stade – Bremervörde, danach Stade und seit der Bundestagswahl 1987 Stade – Rotenburg I.
Das Wahlkreisgebiet wurde in den Jahren seines Bestehens nicht verändert. Es bestand die gesamte Zeit über aus dem Landkreis Stade und dem Landkreis Bremervörde, der 1977 in den Landkreis Rotenburg (Wümme) eingegliedert wurde.
Im Zuge der Neuordnung der Wahlkreise vor der Bundestagswahl 2002 wurde der Wahlkreis aufgelöst und das Wahlkreisgebiet auf die neu geschaffenen Wahlkreise Stade – Cuxhaven und Rotenburg – Verden aufgeteilt.

## Abgeordnete
Direkt gewählte Abgeordnete des Wahlkreises waren:
| Jahr | Name                | Partei | Anteil der Erststimmen |
| ---- | ------------------- | ------ | ---------------------- |
| 1998 | Margrit Wetzel      | SPD    | 49,9 %                 |
| 1994 | Horst Eylmann       | CDU    | 48,0 %                 |
| 1990 | Horst Eylmann       | CDU    | 48,4 %                 |
| 1987 | Horst Eylmann       | CDU    | 48,5 %                 |
| 1983 | Horst Eylmann       | CDU    | 51,7 %                 |
| 1980 | Wolfgang Schwenk    | SPD    | 46,5 %                 |
| 1976 | Nicolaus Dreyer     | CDU    | 50,2 %                 |
| 1972 | Nicolaus Dreyer     | CDU    | 49,0 %                 |
| 1969 | Peter Tobaben       | CDU    | 51,3 %                 |
| 1965 | Peter Tobaben       | CDU    | 55,8 %                 |
| 1961 | Peter Tobaben       | CDU    | 34,4 %                 |
| 1957 | Peter Tobaben       | DP     | 34,5 %                 |
| 1953 | Heinrich Hellwege1) | DP     | 55,0 %                 |
| 1949 | Heinrich Hellwege   | DP     | 40,4 %                 |

1)1953 war Hellwege der gemeinsame Kandidat eines Wahlbündnisses von CDU, FDP und DP. Die CDU und die FDP stellten keine eigenen Kandidaten auf und riefen zur Wahl von Hellwege auf.